# 徐州泰山庙会
徐州泰山庙会是徐州地区的一个大型庙会，每年农历四月十五前后举行。
传说泰山庙供奉的碧霞元君是奉玉帝之命照察人间善恶，避除民间疾苦，协佐万民康痊。因此，多年来徐州周边苏鲁豫皖一带人们纷纷前来膜拜。年复一年，信众越来越多，于是出售吃、喝、日用杂品及民间工艺品的商贩也随之增多。又恰值麦收前夕，夏收夏种“杈把扫帚扬场掀”农具一应俱全，聚集这里出售，遂成为方圆百余里规模最大的庙会。